# Усердино
Усердино — село Земетчинского района Пензенской области России, входит в состав Раевского сельсовета.

## География
Село расположено на берегу реки Машня в 11 км на юго-восток от центра сельсовета села Раево и в 14 км к юго-западу от райцентра посёлка Земетчино. 

## История
С середины XIX — в начале XX века село в составе Земетчинской волости Моршанского уезда Тамбовской губернии. Клировые ведомости по церкви с. Усердино за 1848 г. Перед отменой крепостного права в селе показано имение графини Софьи Львовны Шуваловой. В 1897 г. – той же волости упоминается Усердинский хутор, 34 жителя. В 1881 г. у крестьян села на 159 дворов имелось 898 десятин надельной земли, 590 дес. брали в аренду, насчитывалось 292 рабочих лошади, 147 коров, 779 овец, 148 свиней, в 22-х дворах занимались пчеловодством, 8 садов (49 деревьев). В 1913 г. в селе земская и церковноприходская школы.
С 1928 года село являлось центром Усерединского сельсовета Земетчинского района Тамбовского округа Центрально-Чернозёмной области (с 1939 года — в составе Пензенской области). В 1934 г. – 380 дворов, центральная усадьба колхоза имени Сталина, в составе сельсовета 2 железнодорожные будки (12 жителей). В 1955 г. – центр сельсовета, центральная усадьба того же хозяйства. В 1980-е гг. – центральная усадьба совхоза «Березняковский». С 2010 года село в составе Раевского сельсовета.
На 1 января 2004 года на территории села действовало 115 хозяйств, 429 жителей.

## Население
| 1862 | 1881 | 1897  | 1913  | 1926  | 1934  | 1959 |
| ---- | ---- | ----- | ----- | ----- | ----- | ---- |
| 807  | ↗983 | ↗1245 | ↗1679 | ↗1730 | ↗1903 | ↘963 |
| 1979 | 1989 | 1996  | 2002  | 2010  |       |      |
| ↘580 | ↘461 | ↘328  | ↗367  | ↘270  |       |      |